# Sascha (actor)
Sascha (Leonberg, Alemania -  24 de octubre de 1976) es el pseudónimo de Sascha Benjamin Koch, es un actor y director de cine pornográfico alemán. Ingresó en la industria del cine para adultos como actor en 2002. A partir del 2005 también se desempeñó como director.

## Premios y nominaciones
- 2005 AVN Award nominee – Mejor Hombre recién llegado[2]
- 2006 AVN Award nominee – Mejor escena de sexo anal (Video) – Semen Demons 2 (con Sandra Romain)[3]
- 2006 AVN Award nominee – Mejor escena de sexo oral (Video) – Blow Me Sandwich 7 (with Poppy Morgan & Taryn Thomas)[3]
- 2006 AVN Award nominee – Mejor Escena de sexo en grupo (Video) – ATM City 2 (with Audrey Hollander, Tory Lane, Otto Bauer)[3]
- 2007 AVN Award nominee – Mejor escena de sexo en tres vias – Artcore 4 (with Hillary Scott & Talon)[4]
- 2007 AVN Award nominado – Mejor Escena de sexo en grupo (Video) – Bachelorette Bang (with Taryn Thomas, Tony T., Alex Sanders, Trent Saluri & Benjamin Brat)[4]
- 2007 AVN Award nominado –Mejor Escena de sexo en grupo (Video) – Gangbanger's Ball (con Jasmine Byrne, Arnold Schwartzenpecker, Ben English, Benjamin Brat, Brian Pumper, Chris Charming, Erik Everhard, Joel Lawrence, Nathan Threat, Otto Bauer, Reno & Steve Holmes)[4]
- 2007 AVN Award nominado – Mejor Escena de sexo en grupo (Video) – Naomi…There’s Only One (con Naomi, Marie Luv, Erik Everhard)[4]
- 2008 AVN Award nominado – Mejor escena de sexo anal - Butthole Whores (with Hillary Scott)[5]
- 2008 AVN Award nominado – Mejor Escena de sexo en grupo (Video) – DreamGirlz (con Bree Olson, Amy Ried & Marco Banderas)[5]
- 2009 AVN Award nominado – Mejor escena de sexo anal – Diggin’ in the Gapes (con Bobbi Starr)[6]
- 2010 AVN Award nominado –Mejor escena de doble penetración – Hot N' Sexy (con Mackenzee Pierce & James Deen)[7]
- 2010 AVN Award nominado –  Artista Masculino del Año olvidado[7]
- 2010 XRCO Award ganador – Unsung Swordsman[8]
- 2011 AVN Award nominado – Mejor Escena de sexo en grupo – Speed (with Kaylani Lei, Misty Stone, Jessica Drake, Kirsten Price, Alektra Blue, Chanel Preston, Kayme Kai, Tory Lane, Briana Blair, Mick Blue, Dale DaBone, Barrett Blade, Eric Masterson, Marcus London & Bill Bailey)[9]
- 2012 AVN Award nominado – Best Three-Way Sex Scene (G/B/B) – Anarchy (with Lizz Tayler & Danny Wylde)[10]